# 코즐로프우는토끼
코즐로프우는토끼 또는 코즐로프피카(Ochotona koslowi)는 우는토끼과에 속하는 포유류의 일종이다. 중국의 고유종이다. 자연 서식지는 툰드라 지역이다. 서식지 감소로 멸종 위협을 받고 있다.